# Oscar Olivera
Oscar Olivera foi um dos principais lideres dos protestos contra a privatização do sistema de fornecimento de água na Bolívia. O resultado desses protestos foi uma série de eventos conhecidos como  Protestos de Cochabamba de 2000. Agora ele é um dos principais lideres dos protestos no conflito de gás da Bolivia.